# Hornostaje (gromada)
Hornostaje – dawna gromada, czyli najmniejsza jednostka podziału terytorialnego Polskiej Rzeczypospolitej Ludowej w latach 1954–1972.
Gromady, z gromadzkimi radami narodowymi (GRN) jako organami władzy najniższego stopnia na wsi, funkcjonowały od reformy reorganizującej administrację wiejską przeprowadzonej jesienią 1954 do momentu ich zniesienia z dniem 1 stycznia 1973, tym samym wypierając organizację gminną w latach 1954–1972.
Gromadę Hornostaje z siedzibą GRN w Hornostajach utworzono – jako jedną z 8759 gromad – w powiecie monieckim w woj. białostockim, na mocy uchwały nr 19/V WRN w Białymstoku z dnia 4 października 1954. W skład jednostki weszły obszary dotychczasowych gromad Hornostaje, Jaśki, Świerzbienie, Kosiorki, Oliszki, Ołdaki, Zblutowo, Hornostaje Osada i Pyzy ze zniesionej gminy Goniądz w tymże powiecie. Dla gromady ustalono 12 członków gromadzkiej rady narodowej.
31 grudnia 1959 do gromady Hornostaje przyłączono wsie Koleśniki i Potoczyzna z gromady Mońki oraz wieś Łupichy ze zniesionej gromady Szpakowo.
1 stycznia 1966 z gromady Hornostaje wyłączono: część obszaru wsi Świerzbienie o powierzchni 26,296 ha oraz część obszaru wsi Zblutowo o powierzchni 48,391 ha, włączając obszary te do miasta Mońki.
Gromadę Hornostaje zniesiono 1 stycznia 1972, a jej obszar włączono do nowo utworzonej gromady Mońki.